# Амурская протока
Амурская протока — правобережная протока реки Амур в Хабаровском крае России.
Образуется слиянием протоки Казакевичева и реки Уссури. Впадает в Амур напротив центральной части города Хабаровска, выше Хабаровского утёса. Соединяет устье Уссури с основным руслом Амура.
Амурская протока отделяет Большой Уссурийский остров от остальной части Хабаровского края.
В русле протоки расположено большое количество песчаных островов, их форма и размеры значительно меняются с каждым годом (меандрирование).
В протоку справа впадают малые горные реки Бычиха, Красная речка, множество мелких горных ручьёв.
В летнее время часты паводки, вызываемые в основном интенсивными продолжительными дождями.

## Населённые пункты на берегу Амурской протоки

Схема впадения Уссури в Амур

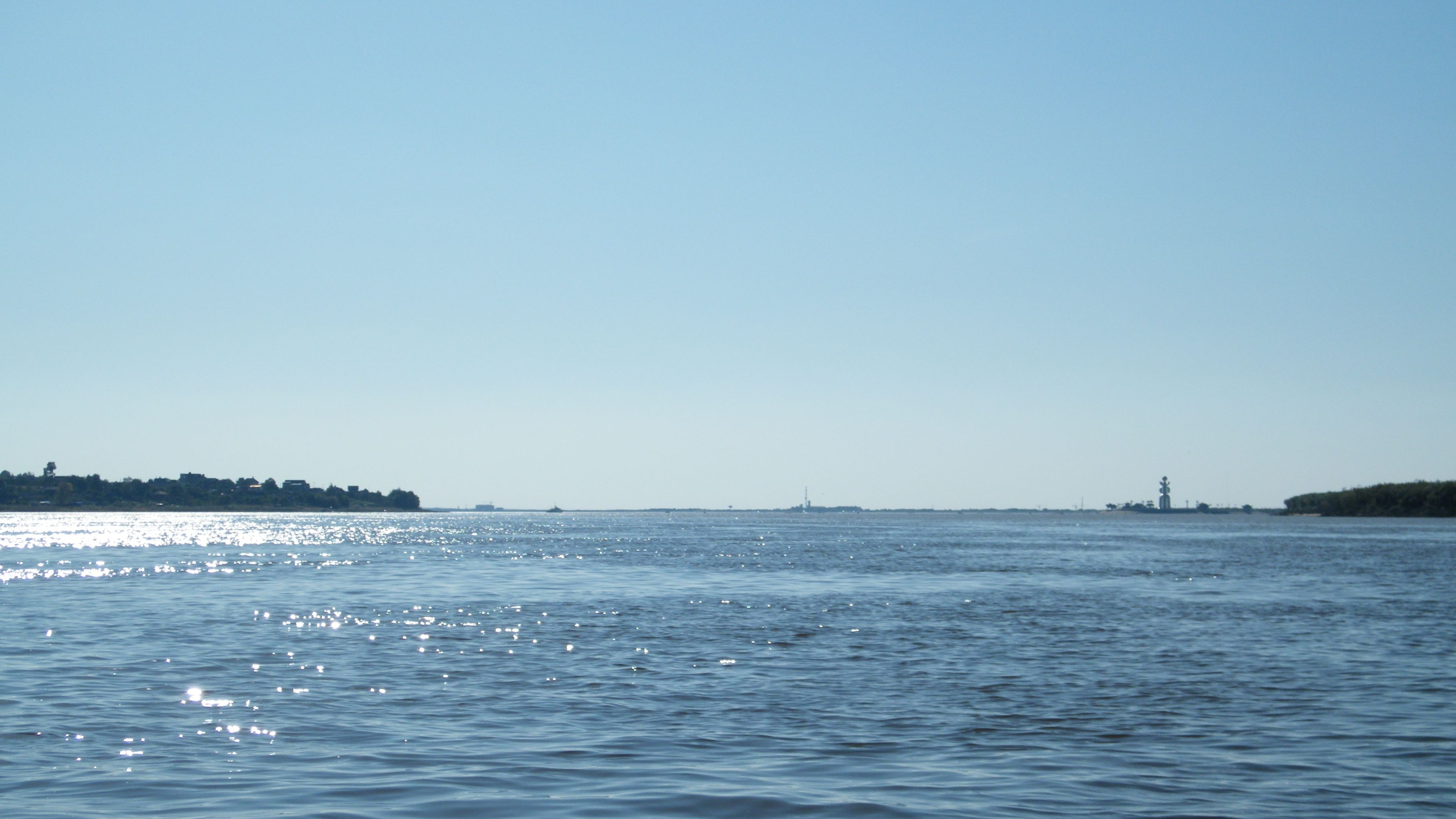
Здесь Уссури впадает в Казакевичеву протоку и начинается Амурская протока. Российско-китайская граница у Хабаровска: Россия слева, Китай справа (вид с акватории Амурской протоки у села Казакевичево)

- село Казакевичево — пограничное, место дислокации погранотряда и кораблей Амурской пограничной флотилии. Напротив села Казакевичево (на Большом Уссурийском острове) в месте впадения реки Уссури в Казакевичеву протоку в 1990-х годах построена часовня Воина Виктора.
- село Бычиха — в селе расположен санаторий регионального значения «Уссури» и дом отдыха «Дружба». В селе находится администрация Большехехцирского заповедника.
- село Новотроицкое — сельскохозяйственные предприятия Хабаровского района.

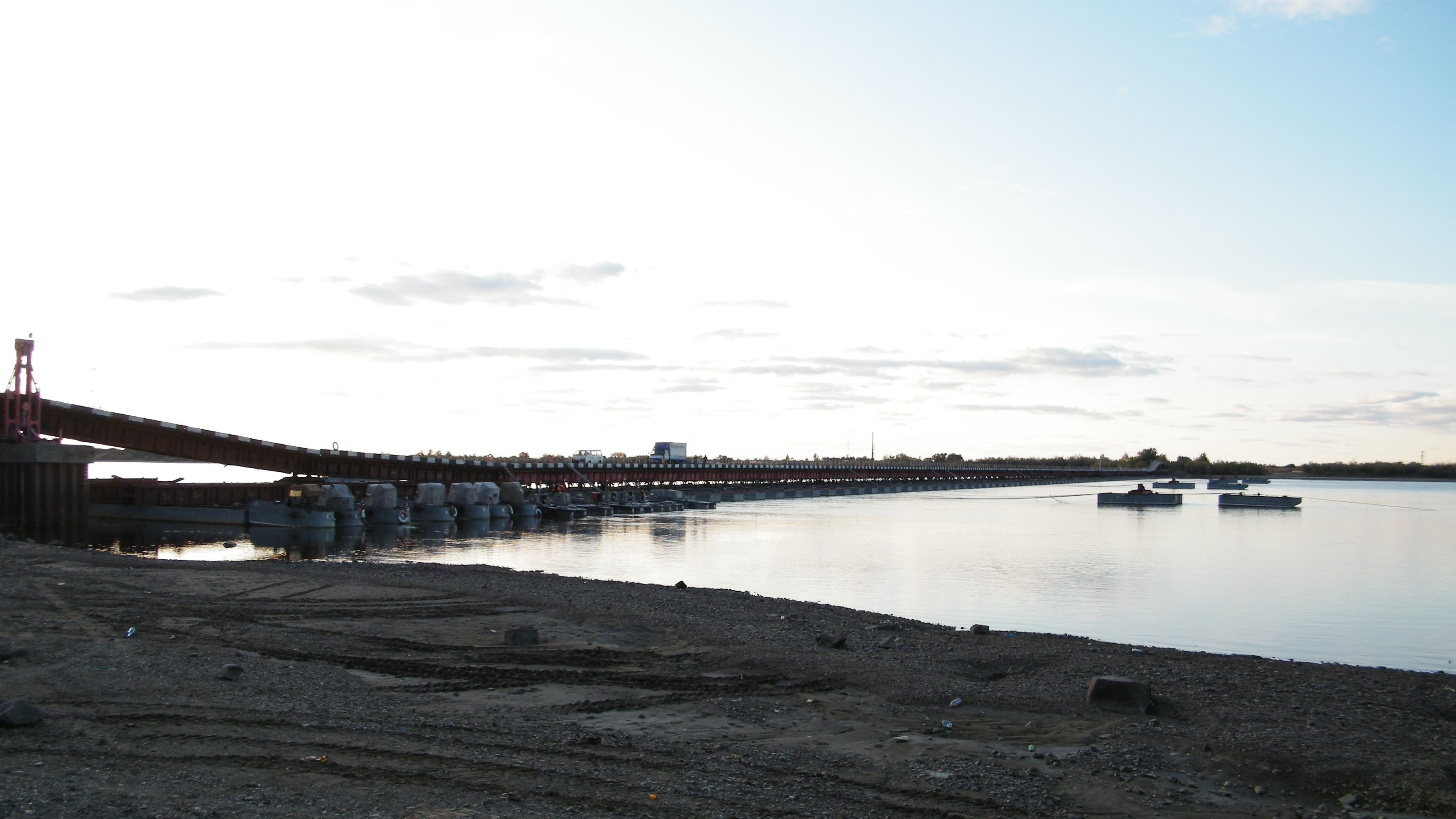
Понтонный мост у села Осиновая Речка

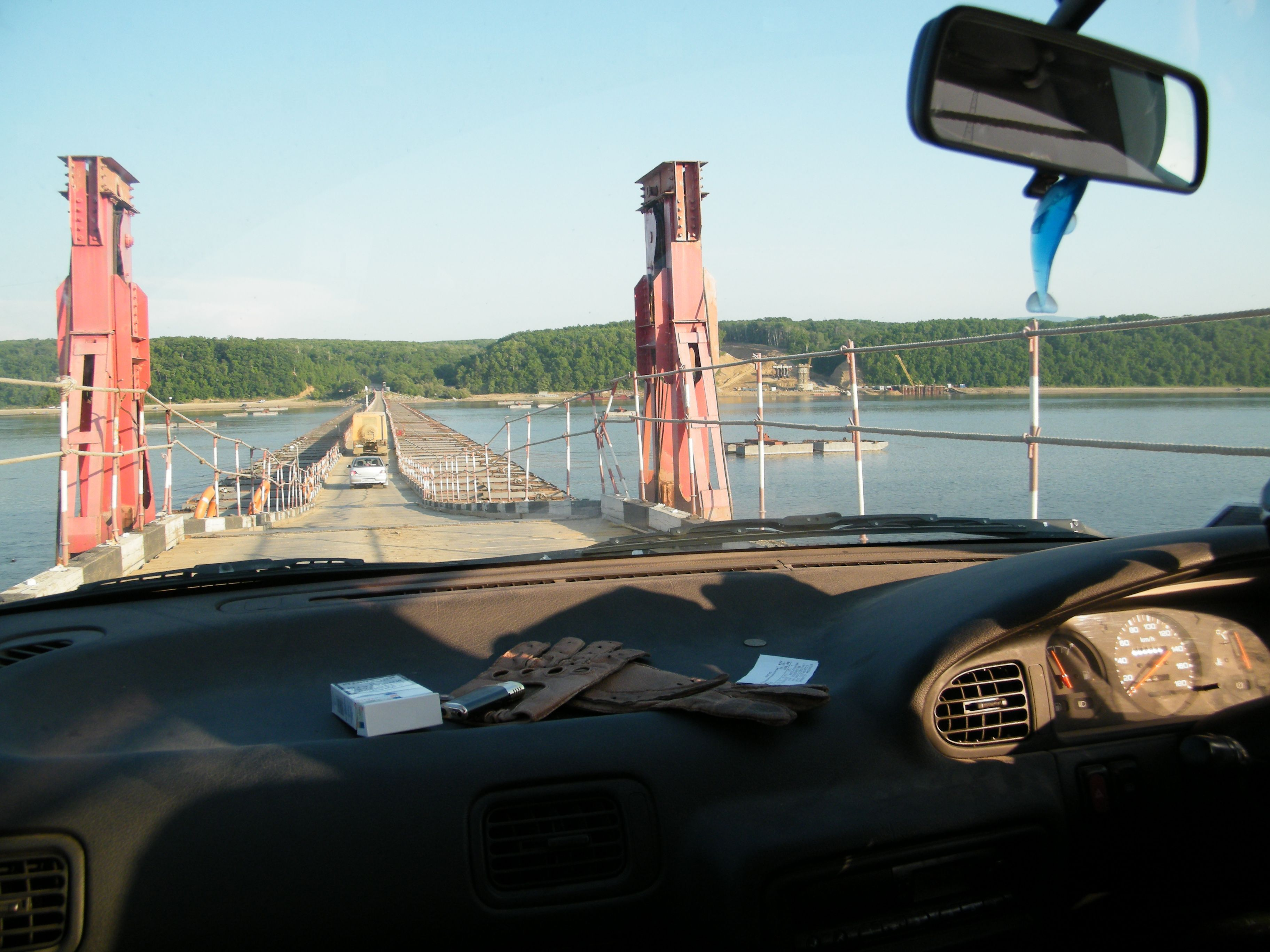
Возвращение на «материк» по понтонному мосту.
Впереди справа — строительство автомобильного моста.

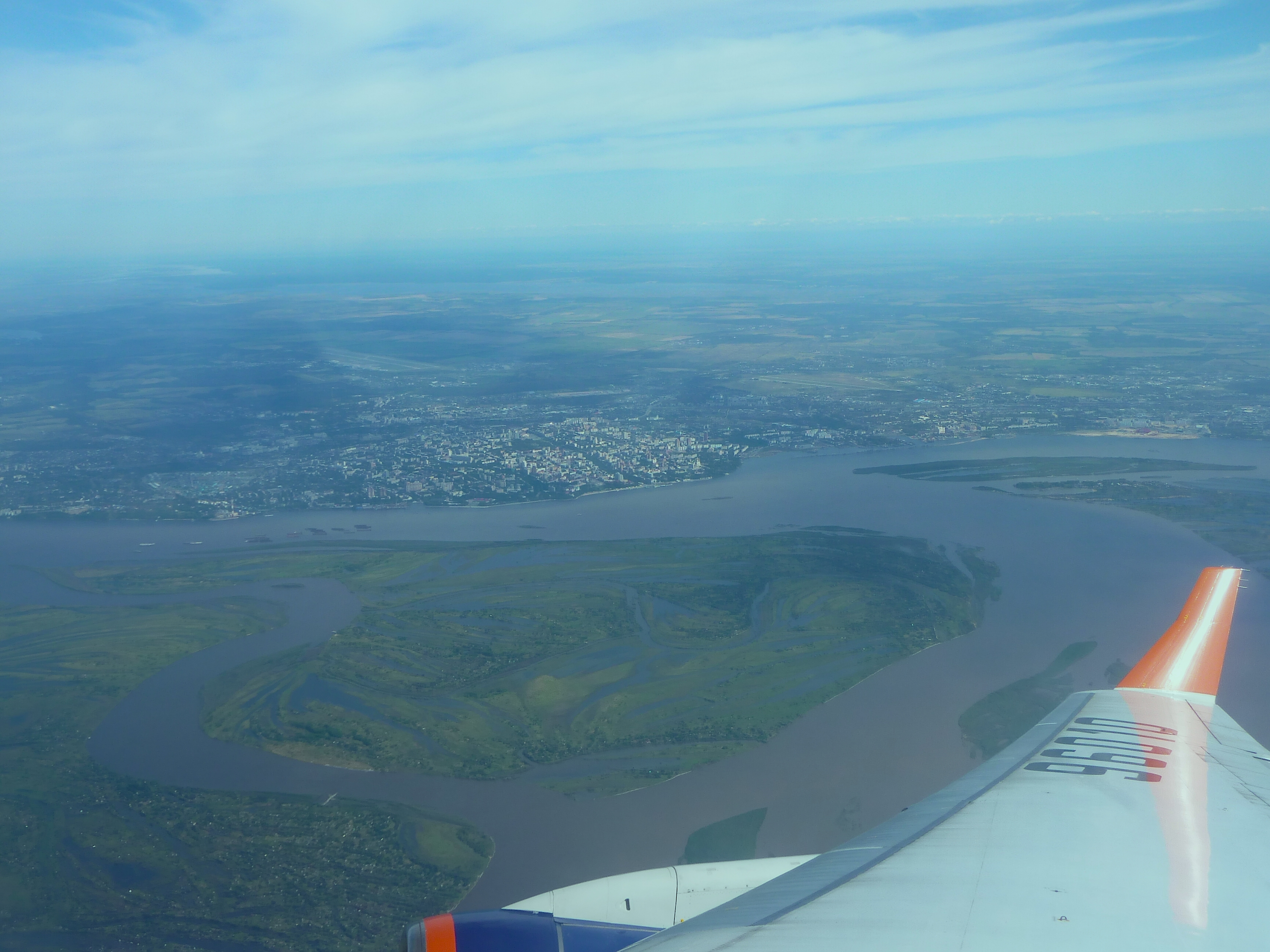
Впадение Амурской протоки в Амур, вид с самолёта

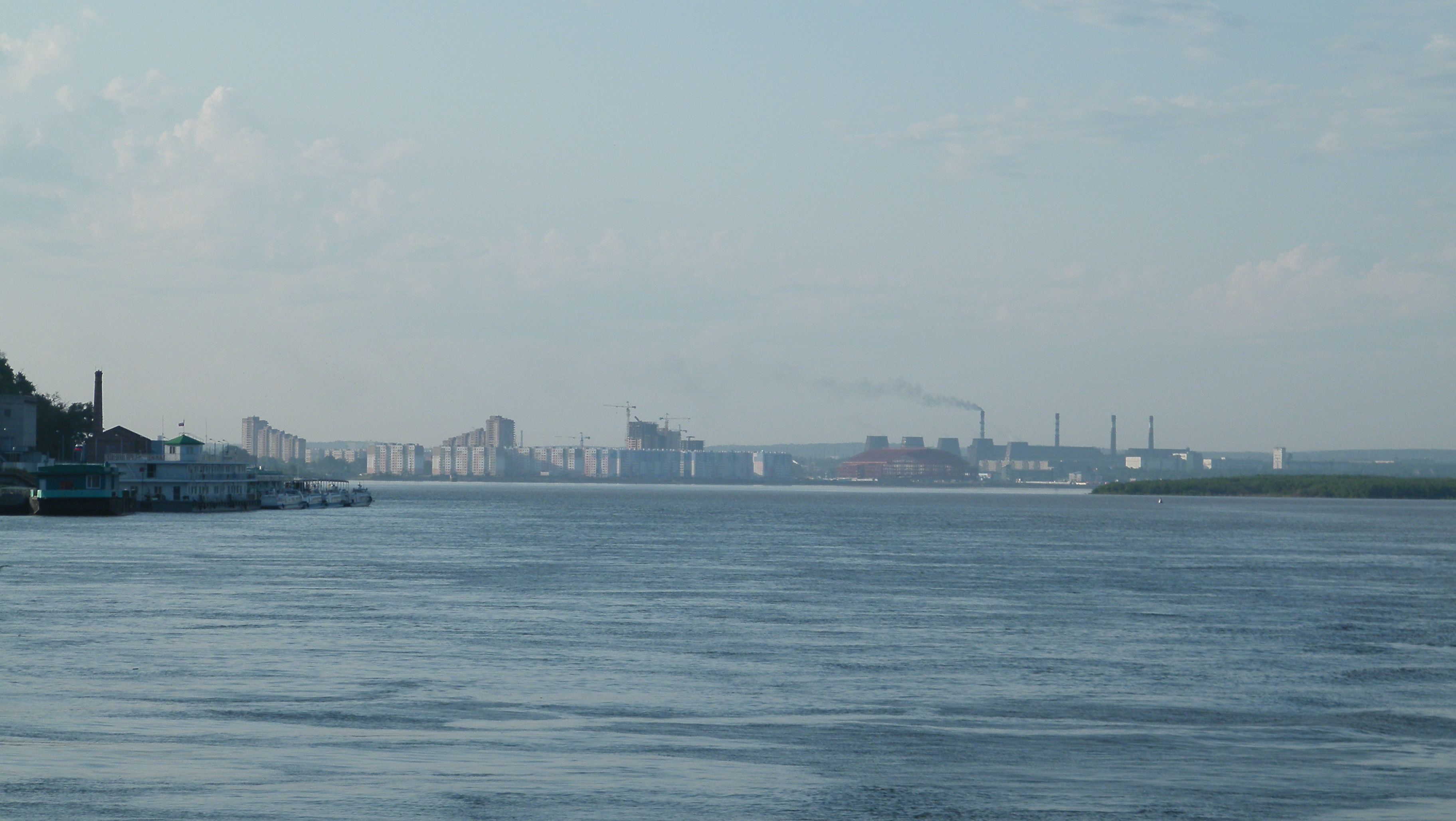
Здесь Амурская протока впадает в Амур

- село Осиновая Речка — сельскохозяйственные предприятия Хабаровского района. Основные земельные угодья расположены на Большом Уссурийском острове. В тёплое время года инженерными частями Дальневосточного военного округа на Большой Уссурийский остров возводился понтонный мост, охранялся и эксплуатировался военнослужащими инженерной части. Для прохождения судов и военных кораблей понтонный мост на фарватере разводился. Прохождение гражданских судов (в том числе и китайских) — по расписанию.
- сёла Корсаково-1 и Корсаково-2 — сельскохозяйственные предприятия Хабаровского района.
- село Краснореченское — сельскохозяйственные предприятия Хабаровского района. В селе находится культурно-развлекательная база отдыха — «Заимка Плюснина»[2].
- Красная Речка (микрорайон города Хабаровска) и Индустриальный район. Промышленные предприятия — завод «Амуркабель», Хабаровский судостроительный завод, затон и ремонтно-эксплуатационная база (РЭБ) флота (Амурское речное пароходство), предприятия по добыче полезных ископаемых (речной песок, намывается земснарядами).
- на левом берегу Амурской протоки (при впадении в Амур) расположен посёлок Уссурийский (Чумка[3]), административно относящийся к городу Хабаровску. В посёлке Уссурийском находятся предприятия РЭБ флота. В летнее время посёлок связан с городом регулярными рейсами пассажирских теплоходов «Москва», зимой — автодорога по льду (зимник). Во время ледохода сообщение с посёлком прекращалось.

На берегах Амурской протоки расположено большое количество садоводческих обществ, в летнее время работают детские лагеря отдыха.

## Протока Казакевичева и демаркация российско-китайской границы
До демаркации российско-китайской границы Казакевичева протока являлась пограничной, отделяя Тарабаров и Большой Уссурийский острова от китайской территории.
Казакевичева протока — правобережная протока Амура, отходит от основного русла в нескольких километрах ниже китайского посёлка Фуюань.
Казакевичева протока и село Казакевичево названы в честь адмирала Российского флота, исследователя Дальнего Востока Петра Казакевича.
В начале 1970-х годов в Казакевичевой протоке затонуло китайское судно, осложнив судоходство. На предложения Правительства СССР о совместном подъёме судна китайская сторона отвечала отказом. Китай утверждал, что кораблекрушение произошло непреднамеренно.
В первой половине 1990-х годов Россия в одностороннем порядке предприняла попытку углубить (при помощи земснарядов) фарватер Казакевичевой протоки. Китайская сторона заявила протест, дноуглубительные работы были прекращены.
В связи с обмелением судового хода Китай добился разрешения проводить свои гражданские суда с большой осадкой из Амура в Уссури по внутренним водам СССР (вокруг Тарабарова и Большого Уссурийского острова, мимо Хабаровска). Нахождение военных кораблей КНР во внутренних водах России запрещено. Китайское судно при нахождении во внутренних водах России берёт российского лоцмана на борт, на мачте поднимается российский вымпел.
После демаркации границы Казакевичева протока стала внутренними водами Китая.

## Строительство автомобильного моста через Амурскую протоку

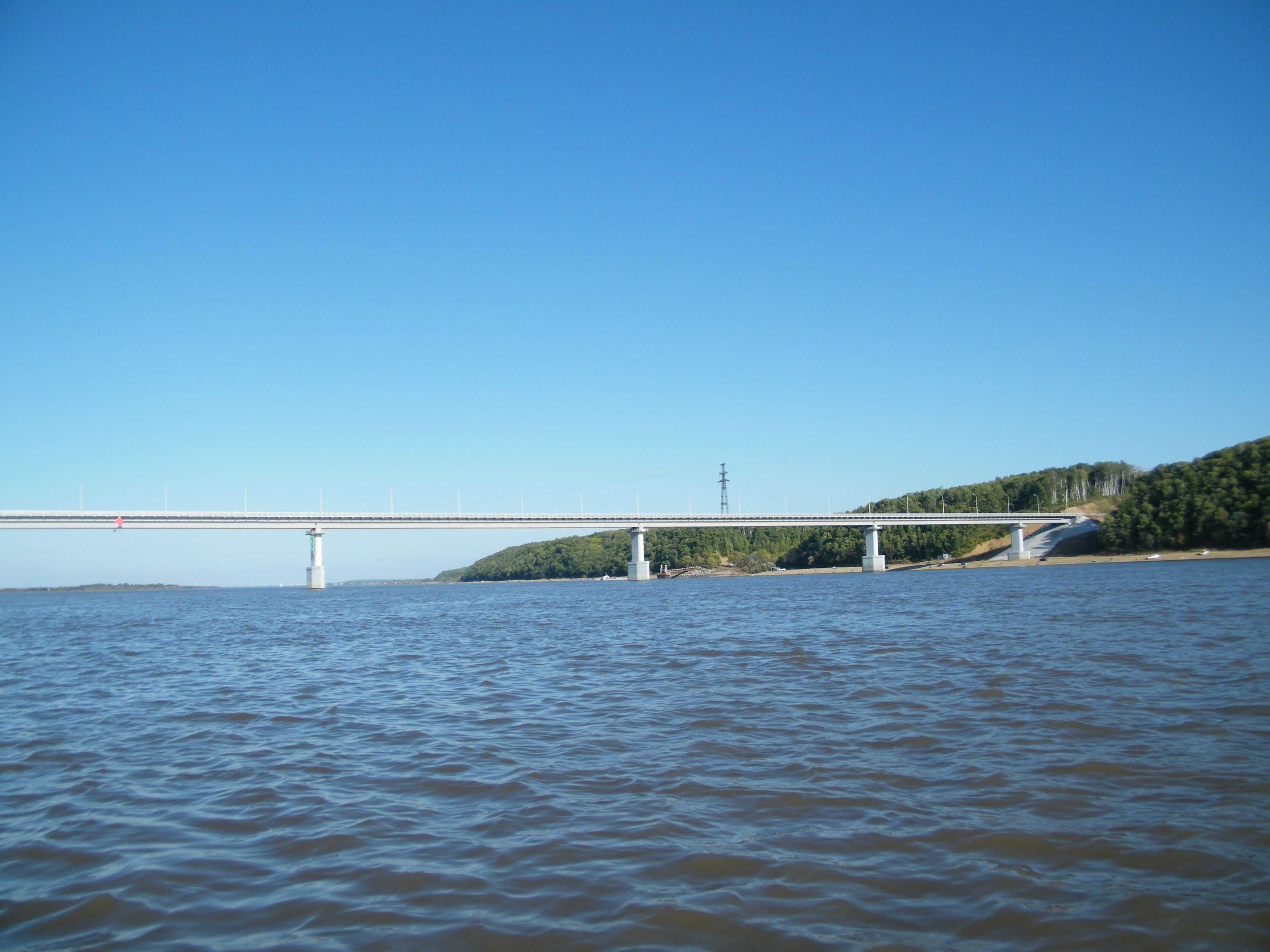
Мост через Амурскую протоку у села Осиновая Речка

18 октября 2011 года состоялась торжественная закладка капитального моста через Амурскую протоку. Длина нового сооружения составит 957 м. 23 октября 2013 г. мост через Амурскую протоку торжественно открыт. Железобетонный двухполосный автомобильный мост построен недалеко от места расположения понтонного моста. Планируется дальнейшее освоение левобережной части пригородной и городской территории. Высота пролётов над уровнем воды составила 13 метров.